# Tom Kenny
Corey Burton (født 13. juli 1962 i New York, USA) er en amerikansk tegnefilmsdubber. Han er kendt som stemmen bag både Borgmesteren og Fortælleren i Powerpuff Pigerne, og selveste Spyro i Spyro the Dragon-spillene.